# Rozeznawanie duchowe
Rozeznawanie duchowe (gr. dokimazein, diacrinein, łac. discernere) – praktyka duchowa, wywodząca się z Biblii polegająca na rozróżnieniu, oddzieleniu od siebie tego co pomieszane w celu rozpoznania rzeczywistej wartości przedmiotu rozeznania, dokonywane przez osobę, przy udziale natchnień i poruszeń, a także darów i charyzmatów Ducha Świętego. Rozeznawanie duchowe pozwala na poznanie przekraczające uzdolnienia naturalne.

## Terminy występujące w Nowym Testamencie oznaczające czynność rozeznawania duchowego
Gr. dokimazo (δοκιμάζω) – czasownik ten oznacza czynność sprawdzania, próbowania, badania, analizowania, aby móc daną rzecz przyjąć, albo odrzucić. Oznacza również aprobowanie, uznanie za prawdziwe po badaniu, uznanie za godne.
Miejsca występowania dokimadzo w Nowym Testamencie:
Łk 12,56; 14,19; Rz 1,28; 2,18; 12,2; 14,22; 1 Kor 3,13; 11,28; 16,3; 2 Kor 88,22; 13,5; Ga 6,4; Ef 5,10; Flp 1,10; 1 Tes 2,4; 5,21; 1 Tm 3,10; Hbr 3,9; 1P 1,7; 1 J 4,1
Gr. diacrino (διακρίνω) – to rozróżniać, czynić różnicę, wyróżniać, woleć, uczyć się poprzez rozróżnianie, próbować, decydować, postanawiać, osądzać, rozstrzygać spór. Również odsuwać się od kogoś, opuszczać, odcinać się z wrogim nastawieniem, sprzeciwiać się, zmagać się w sporze, być w sprzeczności z samym sobą, wahać się, wątpić. Diacrino oznacza rozdzielający sąd, który pozwala nam ocenić właściwie to, co mamy przed sobą.
Miejsca występowania diacrino w Nowym Testamencie:
Mt 16,3; 21,21; Mk 11,23; Dz 10,20; 11,2.12; 15,9; Rz 4,20; 14,23; 1 Kor 4,7; 6,5; 11,29.31; 14,29; Jk 1,6; 2,4; Jud 1,9.22

## Podmiot rozeznawania duchowego
Podmiotem rozeznawania duchowego jest ,,człowiek duchowy", czyli taki który angażuje w ten proces rozum oświecony światłem Ducha Świętego. Człowiek taki otwarty jest na natchnienia i poruszenia Ducha Świętego, a także przyjmuje Jego dary i charyzmaty. Podmiot posiadając wolną wolę podejmuje samodzielną decyzję. Posiadanie przez człowieka umiejętności rozeznawania duchowego jest oznaką dojrzałości chrześcijańskiej (Hbr 5,14; Flp 1,9-11).

## Cel rozeznawania duchowego
Celem rozeznawania duchowego jest sposób życia człowieka na wzór Jezusa Chrystusa (Rz 8,29). Takie życie wymaga uległości Duchowi Bożemu (Rz 8,14), przemiany własnej, światowej i cielesnej mentalności w mentalność duchową aby decydować o wszystkim zgodnie z wolą Bożą (Rz 12,2).

## Poziomy rozeznawania
Rozeznawanie, rozróżnienie możliwe jest na wielu poziomach:
- fizyczno-materialny – np. oddzielamy elementy metalowe od drewnianych
- witalny (organiczny) – np. komórka pobiera z otoczenia substancje potrzebne do życia odrzucając trujące
- animalny – rozróżnianie instynktowne charakterystyczne dla zwierząt, ale również ludzi. Przykładem może być instynkt snu czy opieki nad potomstwem
- racjonalny – intelektualny, rozumowy – charakterystyczny dla ludzi. Zakłada umiejętność świadomego myślenia, zdolność kojarzenia faktów itp.
- duchowy – poziom ten domaga się uległości Duchowi Świętemu, Jego poruszeniom i natchnieniom, wsparcia przez Jego dary i charyzmaty, w ożywczym związku z Jezusem Chrystusem[6].

Odróżnia się też poziom poznawczy rozeznawania duchowego (pozwalający odróżnić ducha dobrego od ducha złego – 1 J 4,6) od poziomu moralnego w którym zachowuje się to co dobre, a unika tego, co ma choćby pozór zła (1 Tes 5,20-22).

## Przedmiot rozeznawania duchowego
Istnieje wiele rzeczywistości otwartych na rozeznawanie. Oto niektóre z nich:
- Wewnętrzne poruszenia i natchnienia mające swoje źródło w ludzkiej naturze, w duchu dobrym lub złym[7] – patrz: Rozeznawanie duchów
- Charyzmaty[8] (1 Kor 12,7) i zjawiska charyzmatyczne[9]
- Rozróżnienie między próbą, konieczną do wzrostu człowieka wewnętrznego[10] ze względu na „wypróbowaną cnotę” (Rz 5, 3-5), a pokusą, która prowadzi do grzechu i śmierci[11] (Jk 1,14-15).
- Szukanie woli Bożej w osobistym powołaniu do małżeństwa, kapłaństwa, życia zakonnego lub w samotności[12]
- Modlitwa[13]
- Owoce słów, działań człowieka[4] (Mt 7,16)
- Praca, wybór studiów[12]
- Moralność postaw[4]
- Posługa apostolska[4]
- Religijność ludowa[14]
- Rozeznawanie grup i ruchów kościelnych[15]
- Prawdziwy zmysł kościelny[16]
- Polityka i ekonomia[17]
- Znaki czasów[18] (Mt 16,3)

## Drobne wybory życia codziennego a rozeznawanie duchowe
Rozeznawanie duchowe ma zastosowanie we wszelkiego rodzaju wyborach, jednak stosuje się je zazwyczaj w ważnych wyborach życiowych. W codziennych drobnych wyborach można zastosować drogę „przedstawienia Bogu swoich spraw” (Wj 18, 19) zamieszczoną w książce R.Cantalamessy ,,Posłuszeństwo":
„Mogę sam zadecydować, czy wybrać się w podróż, wykonać jakąś pracę, odwiedzić kogoś, zrobić zakupy, i później, zadecydowawszy, prosić Boga o pomyślną realizację. Lecz jeśli zrodzi się we mnie miłość posłuszeństwa Bogu, wówczas będę postępował inaczej: najpierw zapytam Boga – przy pomocy najprostszego środka, jaki każdy z nas ma do dyspozycji, a którym jest modlitwa – czy Jego wolą jest, bym wybrał się w tę podróż, podjął tę pracę, odwiedził kogoś, zrobił zakupy – a następnie zrobię to lub nie, lecz w każdym razie będzie to już posłuszeństwo Bogu, a nie tylko moja wolna inicjatywa. Jest rzeczą normalną, iż podczas krótkiej modlitwy nie usłyszę żadnego głosu, nie otrzymam wyraźnej odpowiedzi, co mam czynić, a przynajmniej nie jest potrzebna taka odpowiedź, aby to, co zrobię, było już posłuszeństwem. Bowiem w ten sposób poddałem moją sprawę Bogu, wyrzekłem się już mojej woli, zrezygnowałem z decydowania samemu i dałem Bogu możliwość interweniowania, jeśli chce, w moje życie. Cokolwiek teraz zadecyduję – kierując się zwykłymi kryteriami rozeznania – zawsze będzie to posłuszeństwo wobec Boga. Tak jak sługa nie podejmuje żadnej inicjatywy lub nie przyjmuje od obcych rozkazu bez zastrzeżenia: „Muszę najpierw zapytać mojego pana”, tak samo prawdziwy sługa Boga nie przedsiębierze niczego bez powiedzenia sobie: „Muszę się pomodlić, żeby dowiedzieć się, czego chce mój Pan, abym zrobił!” W ten sposób oddaję ster mojego życia Bogu! Wola Boga przenika coraz dokładniej treść życia, wzbogacając je i czyniąc z niego „ofiarę żywą, świętą, Bogu przyjemną” (Rz 12,1).”

## Rozeznawanie duchowe a rozeznawanie duchów
Wyrażenie „rozeznawanie duchów” określa przedmiot rozeznawania którym są stany ducha człowieka. Na człowieka mogą oddziaływać jego własna natura (duch przyrodzony), duchy dobre, duchy złe oraz Duch Boży (sam Bóg działający bez żadnego pośrednictwa). Wyrażenie to nie określa poziomu na którym porusza się podmiot rozeznając.  Rozeznawanie Duchów może więc odbywać się na poziomie czysto ludzkim, intelektualnym (rozumowym). Na tym poziomie można starać się rozróżniać duchy przez które człowiek jest poruszany nie jest to jednak wtedy rozeznawanie duchowe. Aby rozeznawanie duchów stało się rozeznawaniem duchowym konieczna jest uległość Duchowi Świętemu, jego poruszeniom i natchnieniom, otwartość na Jego dary i charyzmaty, a także głęboka więź z Jezusem Chrystusem.